# Calgary Centennials
Calgary Centennials byl kanadský juniorský klub ledního hokeje, který sídlil v Calgary v provincii Alberta. V letech 1966–1977 působil v juniorské soutěži Western Canada Hockey League. Zanikl v roce 1977 přestěhováním do Billingsu, kde byl vytvořen tým Billings Bighorns. Své domácí zápasy odehrával v hale Stampede Corral s kapacitou 6 450 diváků. Klubové barvy byly červená a bílá.
Nejznámější hráči, kteří prošli týmem, byli např.: John Davidson, Danny Gare, Doug Lecuyer, Lanny McDonald, Grant Mulvey, Bob Nystrom, Mike Rogers, Perry Turnbull nebo Jimmy Watson.

## Historické názvy
Zdroj: 
- 1966 – Calgary Buffaloes
- 1967 – Calgary Centennials

## Přehled ligové účasti
Zdroj: 
- 1966–1967: Canadian Major Junior Hockey League
- 1967–1968: Western Canada Junior Hockey League
- 1968–1976: Western Canada Hockey League (Západní divize)
- 1976–1977: Western Canada Hockey League (Centrální divize)